# 蕃地 (新高郡)
臺中州新高郡蕃地於大正九年（1920年）成立，轄區包括今南投縣信義鄉。

## 行政區劃
- 今信義鄉：

ナマカバン社（楠仔腳萬）、良久社（1932年～1933年由バナバナン、アサンライガウ與ヒイラウ成立（1942年～1943年併入楠仔腳萬））、バナバナン社（1932年～1933年併入良久）、アサンライガウ社（1932年～1933年併入良久）、ヒイラウ社（1932年～1933年併入良久）、蕨社（潭南，1937年由カ、カリモアン與アルサン建立）、カ社（卡，1937年併入蕨）、カリモアン社（加里模安，1937年併入蕨）、アルサン社（阿魯桑，1937年併入蕨）、タマロワン社（達瑪巒/地利）、バクラス社（巴庫拉斯，1937年～1938年併入達瑪巒）、ブンブン社（文文，1937年～1938年併入達瑪巒）、カネトワン社（加年端，1937年～1938年併入達瑪巒與伊西槓）、テルサン社（帖鹿桑，1937年～1938年併入達瑪巒）、イシガン社（伊西槓/雙龍）、イシロワ社（1933年～1934年併入伊西槓）、ランルン社（拉夫郎，1933年～1934年併入伊西槓）、カリタン社（1937年～1938年併入伊西槓）、テバウン社（1937年～1938年併入伊西槓）、ヒノコン社（西諾滾，1937年～1938年併入伊西槓）、新鄉社（1938年～1940年由部分タハバン、ロンカイバン、カトグラン、ボクラウ與ランダイ成立）、タハバン社（1938年～1940年併入新鄉）、ロンカイバン社（1938年～1940年併入新鄉與豐丘）、カトグラン社（卡特克蘭，1938年～1940年併入新鄉與望鄉）、ボクラウ社（1938年～1940年併入新鄉、望鄉與內茅埔）、ランダイ社（巒大，1938年～1940年併入人倫、新鄉、望鄉與中平）、ナイフンポ社（內茅埔，1925年～1930年由ババフル與ハウハブ建立）、豐丘社（1938年～1940年由部分ロンカイバン與パラサゴン建立）、パラサゴン社（1938年～1940年併入豐丘）、人倫社（1929年由ランルン、バフル與トンコ建立）、ピシテボアン社（1938年～1940年併入人倫、望鄉與內茅埔）、イリト社（伊里渡，1938年～1940年併入人倫與內茅埔）、望鄉社（1938年～1940年由部分カトグラン、ボクラウ、巒大與ピシテボアン建立）、ナイフンポ社（內茅埔/明德，1938年～1940年由部分ボクラウ、ピシテボアン與イリト建立）、ロロナ社（羅娜，1934年由郡大建立）、グンダイ社（郡大，包括7社）、丹大社（包括7社，1933年～1935年併入馬候宛）、トンボ社（東埔）

## 設施

### 神社
- 今太平村：
  - 望鄉神社（1943年11月8日鎮座）[1]:170